# The Upside-Downs of Little Lady Lovekins and Old Man Muffaroo
The Upside-Downs of Little Lady Lovekins and Old Man Muffaroo est une série de bande dessinée humoristique à contrainte de l'Américain Gustave Verbeek dont les 64 demi-pages ont été publiés dans le quotidien New York Herald du 11 octobre 1903 au 15 janvier 1905. Les Upside-Downs ont la particularité de se lire tête-bêche : une fois les deux bandes de trois cases lues, le lecteur doit retourner la page pour poursuivre l'histoire, la jeune Lady Lovekins devenant alors le Père Muffaroo et vice-versa. Il s'agit donc d'une bande dessinée dont le procédé rappelle celui d'un ambigramme. L'originalité de cette œuvre lui a valu d'être recueillie en album dès 1905, et fréquemment rééditée depuis. La première édition intégrale est parue en 2009 aux États-Unis.

Case extraite de l'histoire A Fish Story montrant Lady Lovekins dans le bec d'un oiseau géant puis le Père Muffaroo naviguant dans un canoé près d'un poisson géant et d'une île.

Dans le monde francophone, après quelques reproductions dans des revues, une première traduction des Upside-Downs est publiée par Pierre Horay en 1977 sous le titre Dessus-Dessous. Des histoires individuelles sont périodiquement rééditées dans diverses publications, notamment par l'OuBaPo qui voit en Verbeck un de ses principaux « plagiaires par anticipation ». En 2008, Delcourt publie sous le nom Les Zinzinverses de la petite dame Lovekins et du vieux Muffaroo quelques Upside-Downs dans son recueil du Petit Sammy éternue, bande dessinée de Winsor McCay publiée à la même époque dans le même journal. En janvier 2009, le numéro du fanzine DMPP consacré à Verbeck, et qui contient de nombreuses reproduction des Upside-Downs, obtient le prix de la bande dessinée alternative du festival d'Angoulême. L'édition intégrale américaine de 2009 n'a pas été traduite.

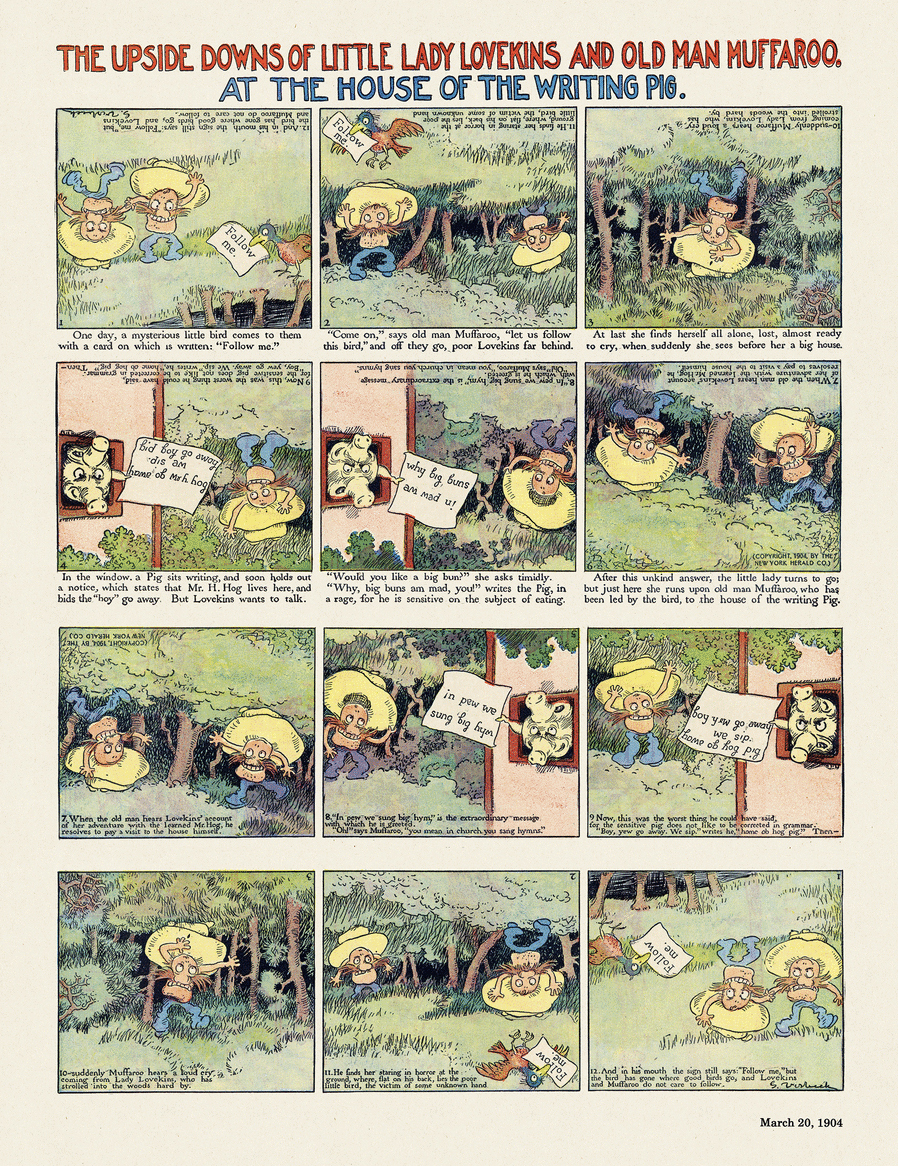
Bande dessinée complète où certaines des phrases en anglais sont approximatives pour obtenir un ambigramme.

## Publications en anglais
- The Upside-Downs of Little Lady Lovekins and Old Man Muffaroo, G.W. Dillingham Company, 1905 (OCLC 70545865). Reprend 24 histoires. Édité au Royaume-Uni par W. & R. Chambers (en) la même année (OCLC 697779072).
- The Incredible Upside-Downs of Gustave Verbeek (intr. George M. Naimark), Rajah Press, 1963 (OCLC 906347757). Reprend 24 histoires. Réédité aux Pays-Bas en 1973 par Real Free Press (OCLC 63393971) avec une couverture de Joost Swarte[2] et aux États-Unis en 1976 par Nostalgia Press (OCLC 3960001).
- The upside-down world of Gustave Verbeek : Presenting the upside downs of Little Lady Lovekins and Old Man Muffaroo (éd. Peter Maresca), Sunday Press Books, 2009  (ISBN 9780976888574). Édition intégrale.

## Publications françaises

### Albums
- Dessus-Dessous : Avec Lady Lovekins et Père Muffaroo (traduction et présentation de Pierre Couperie), Pierre Horay, 1977  (ISBN 2705800379). Reprise d'une vingtaine de planches.
- Les Zinzinverses de la petite dame Lovekins et du vieux Muffaroo, dans Winsor McCay et al., Le Petit Sammy éternue, Delcourt, coll. « Contrebande », 2008  (ISBN 9782756014104).

### Périodiques
- Une histoire dans Phénix no 11, 1969[3].
- Une histoire dans Charlie mensuel no 59, 1973[2].
- Trois histoires dans Scop magazine no 2, février 1977, p. 34-36[4].
- Une histoire dans Le Trombone illustré no 6 (supplément à Spirou no 2036), Dupuis, 21 avril 1977[4].
- Une histoire dans OuPus no 1, L'Association, 1997[4].
- Une histoire dans Bang ! no 4, Casterman, octobre 2003[4].
- Cinq histoires dans Dame Pipi no 1-3, 2004-2006[4].
- Trois histoires dans L'Éprouvette no 3, janvier 2007[4].
- Plusieurs histoires reprises dans DMPP no 5 : Almanach 2009 : L'invraisemblable univers de Gustave Verbeek, Turkey Comix, décembre 2009[4].